# بندبن کبودتبار
بندبن کبودتبار، روستایی است از توابع بخش بندپی شرقی شهرستان بابل در استان مازندران ایران.

## جمعیت
این روستا در دهستان سجادرود قرار دارد و براساس سرشماری مرکز آمار ایران در سال ۱۳۸۵، جمعیت آن ۲۳ نفر (۴خانوار) بوده‌است.در سال 1395 با روستای بندبن ادغام شده است  اکنون روستای بندبن بیش از 100 خانوار و بالای 500 نفر جمعیت دارد 